# Lo sconosciuto (film 1978)
Lo sconosciuto (Attention, les enfants regardent) è un film del 1978 diretto da Serge Leroy tratto da un romanzo americano di Laird Koenig e Peter Dixon.

## Trama
Un dramma a fosche tinte che vuole mettere in guardia sulle conseguenze terribili di un eccesso di televisione da parte dei ragazzi. Lasciati dai genitori nella grande villa della Costa Azzurra, quattro fratelli (due maschi e due femmine), provocano l'annegamento della governante spagnola restando quasi indifferenti alla scena. Un vagabondo però ha visto tutto e si installa nella villa come un nuovo padrone e prendendo possesso delle molte armi da caccia presenti nell'abitazione. Marlène, la maggiore dei fratelli, divenuta una sorta di "capo famiglia" riuscirà a liberarsi del nuovo intruso.